# Estación de Autobuses de Cuatro Caminos
La estación de autobuses de Cuatro Caminos es una edificación más conocido como Toreo en Ciudad de México-Naucalpan esta conectado con el Metro de la Ciudad de México y contiene una variedad de serviciós como el cine, Tiendas como Samborns; tiene un pequeño lugar donde se pueden comprar boletos de Autobuses como AU, ADO

## Historia
Actualidad
La modificación más actual fue en 2019 cuando agregarón los servicios de comercio y mini comercios.
En 2009 se construyó la estación de autobuses con comercios no empresariales como puestos en el camino.
1947 a 2008

## Metro de la Ciudad de México
El Metro de la Ciudad de México es un sistema de transporte público tipo tren metropolitano que sirve a extensas áreas de la Ciudad de México. Su operación y explotación está a cargo del organismo público descentralizado denominado Sistema de Transporte Colectivo (STC), y su construcción, a cargo de la Secretaría de Obras y Servicios del Distrito Federal.